# 魁北克10号高速公路
魁北克10号高速公路（Autoroute 10）是一条从蒙特利尔市（Montréal）到舍布魯克市（Sherbrooke）的高速公路。魁北克10号高速公路全长142公里。魁北克交通局把魁北克10号高速公路命名为坎通东高速公路（法语：Autoroute des Cantons-de-l'Est），在蒙特利尔的地段叫做博訥高速公路（法语：Autoroute Bonaventure）。魁北克10号高速公路起点为蒙特利尔市中心的魁北克720号高速公路第5号出口。魁北克10号高速公路的终点是舍布魯克市的魁北克55号高速公路和魁北克610号高速公路的交界处（魁北克10号高速公路的第143号出口）。